# 公民村

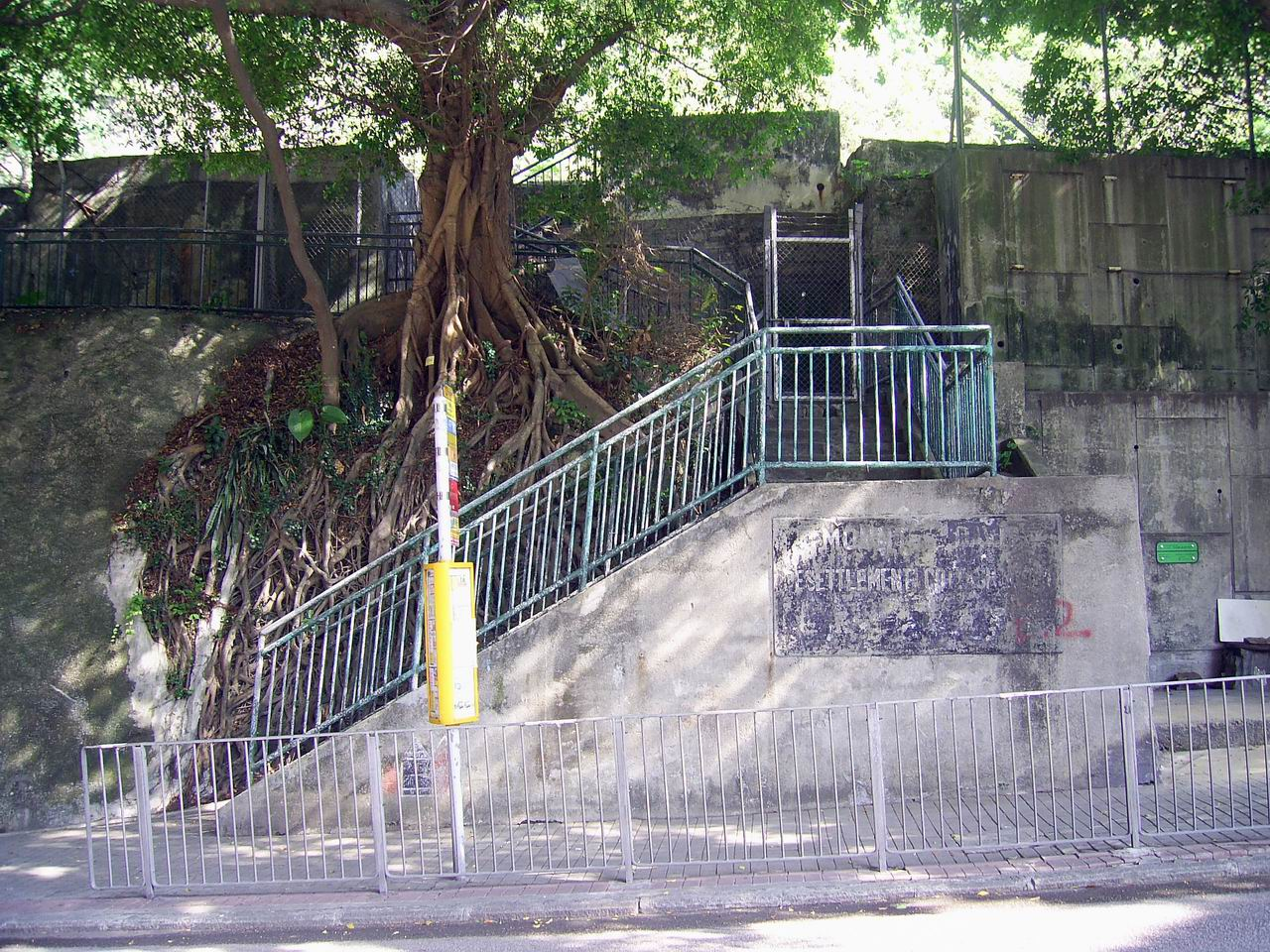
公民村第一區入口隱約可英文名稱「Mount Davis Resettlement Cottage Area」

公民村（Kung Man Village），又稱為摩星嶺平房區（Mount Davis Cottage Area），始建於1952年，是香港一個已拆卸的平房區，位於香港島摩星嶺北面山坡，面向大小青洲，由域多利道向上依山而建，由近堅尼地城的第一區向西伸展到第四區。公民村是最後一批被清拆的平房區之一，於2002年拆卸後居民被分配到港島區不同的公共屋邨。

## 歷史及結構
公民村部份原址是1897年香港政府指定的鼠疫墳場，墳場在1948年關閉及搬遷。公民村是香港政府早期房屋計劃的產物。石硤尾大火後，政府在摩星嶺山腳前東華醫院墓地批出土地安置災民。社會福利署為災民登記核實身份並簽發俗稱「白咭」的入戶許可證，憑證才可在公民村買屋居住。由於只有白咭戶才能購屋，故此絕少外人遷入，社區內戶戶相識。
公民村劃分為四區，1950年代高峰期約有250多戶，居住人口超過1,800人，直到2001年拆遷時只餘不足700居民。最初由市政局負責管理，於1958年轉交徙置事務處，直到1970年代才由房屋委員會負責管理，居民每季向政府繳交地租（初時稱為「地稅」）。
公民村的平房由「永興建築公司」統一興建，以臺階式按地勢依山而建成兩至三間相連的排屋，單層高的平房橫向形排列，縱向以梯級貫通，橫向以走道連接，走道在屋前，是半私人空間，各家各戶因應需要自由擺設，居民通常會搭建承涼的棚架，種植如葡萄、金銀花、炮仗花、水瓜一類攀緣植物遮蔭，屋後是明渠。標準房屋每戶兩房一廳一廚房，金字屋頂舖蓋石棉瓦頂，廚房灶位上有煙囪方便燒柴，但後來居民改用火水或石油氣作燃料，將煙囪封閉或拆卸。初期沒有廁所及自來水，但有獨立電錶供電，辦事處每天派員收集垃圾。每數十戶有公用街喉供應食水，每區有一至兩個公廁。公民村設有「摩星嶺街坊福利會」及街坊會開辦的幼稚園。

## 現況
位於域多利道沿路舊摩星嶺平房區面積約3.6公頃的土地可能會受「四號幹線」（前稱「七號幹線」）的路線影響而被劃為「未決定用途」地帶。該區餘下約69.3公頃的土地被劃作「綠化地帶」，主要包括摩星嶺地勢崎嶇的斜坡，不宜作密集市區發展或動態康樂用途。
在第一區主入口原建有「公民村牌坊」，但在清拆時已被一併拆卸。

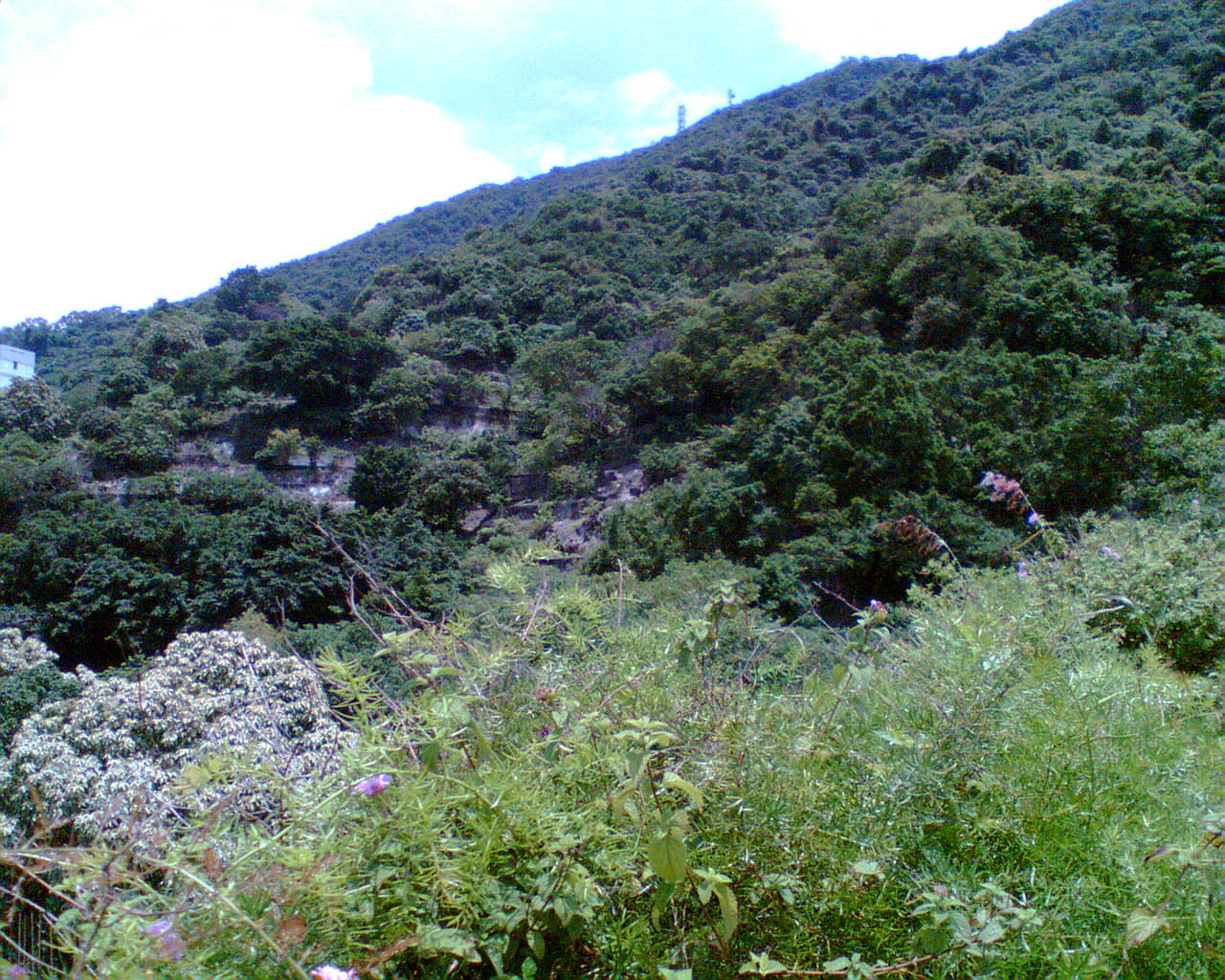
山坡遺址
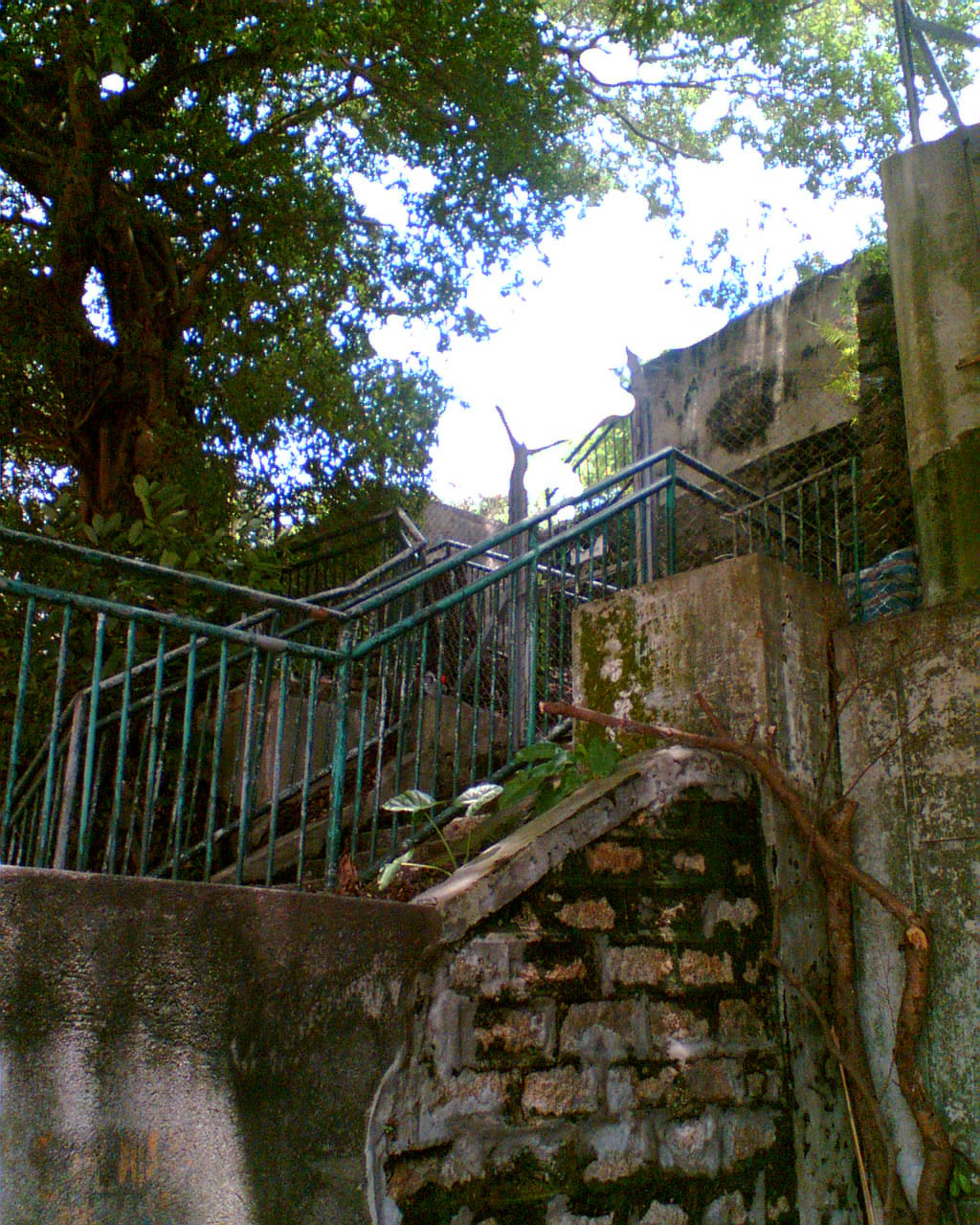
第一區入口
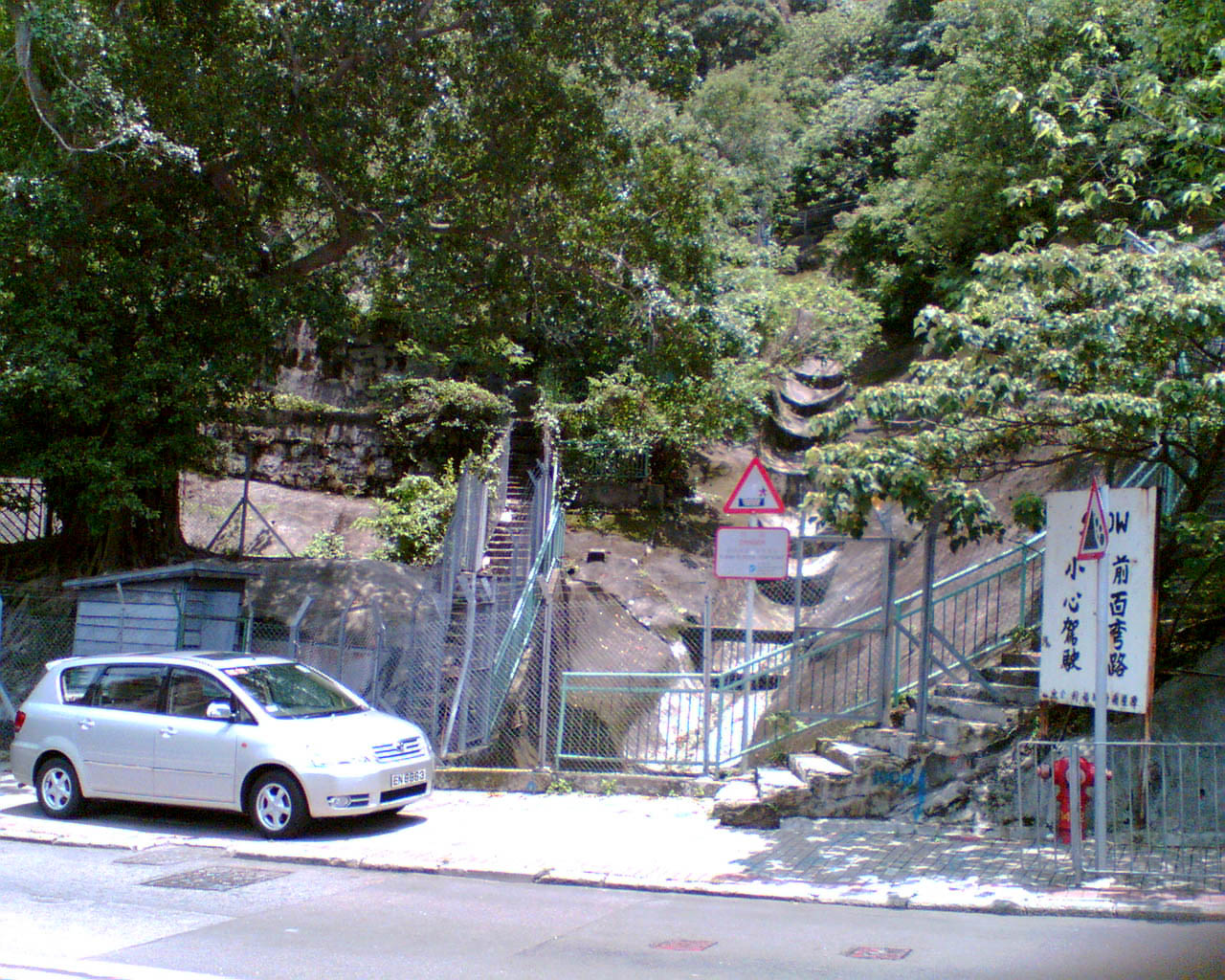
第二區及第三區入口
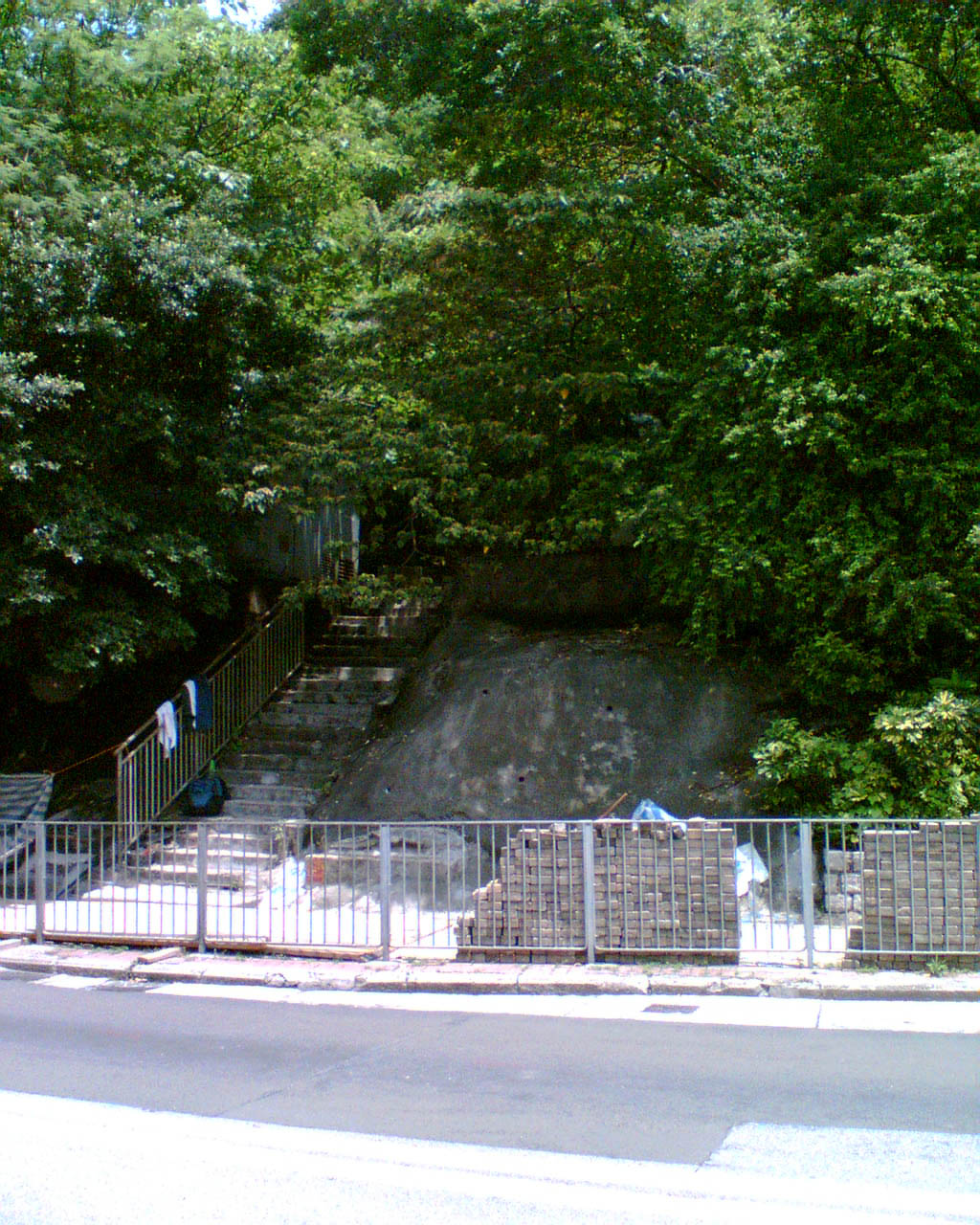
第四區入口